# Portrait de Fernande Olivier (Van Dongen)
Pour les articles homonymes, voir Portrait de Fernande Olivier.
Portrait de Fernande Olivier est un tableau réalisé par le peintre néerlandais Kees van Dongen en 1907. Cette huile sur carton est un portrait de Fernande Olivier vêtue d'un couvre-chef rose. La jeune femme y est figurée les yeux vers le bas, l'air triste. Achetée par la ville de Montpellier en 1939, l'œuvre est conservée au musée Fabre.